# Teira dugesii
La lucertola muraiola di Madera (Teira dugesii Milne-Edwards, 1829) è un sauro della famiglia Lacertidae, endemico dell'arcipelago di Madera, nell'Oceano Atlantico. È l'unica specie nota del genere Teira.

## Biologia
Le femmine depongono da 2 a 3 covate ogni anno.

## Distribuzione e habitat
L'areale di T. dugesii è limitato alle isole portoghesi di Madera, Porto Santo, Desertas, e Isole Selvagge. È stata introdotta nelle isole Azzorre, dove è ampiamente diffusa, e nell'area portuale di Lisbona, dove è stata osservata per la prima volta nel 1992 ed è rimasta localizzata fino ad oggi, secondo uno studio effettuato nel 2001 che ha rilevato come la dimensione e la distribuzione della popolazione continentale sono rimaste invariate rispetto al periodo della sua scoperta.
La lucertola muraiola di Madera vive dal livello del mare fino a 1850 m di altitudine e generalmente si trova in terreni aridi con vegetazione sparsa, ma può frequentare anche boschi aperti, scogliere e aree coltivate. Individui di T. dugesii possono essere accidentalmente trasportati sulle imbarcazioni, che quindi rappresentano un potenziale veicolo per la loro diffusione.

## Sistematica
Comprende 4 sottospecie:
- Teira dugesii dugesii (Milne-Edwards, 1829) presente a Madera e sulle isole Desertas (Deserta Grande, Ilhéu Chão, Bugio), è stata introdotta dall'uomo nelle isole Azzorre (Faial, Graciosa, Pico, São Jeorge, Terceira, São Miguel e Santa Maria) durante il XIX secolo ed è arrivata anche in Portogallo continentale, probabilmente attraverso navi che trasportavano banane provenienti da Funchal[3].
- Teira dugesii jogeri (Bischoff, Osenegg & Mayer, 1989) presente nell'isola di Porto Santo.
- Teira dugesii selvagensis (Bischoff, Osenegg & Mayer, 1989) presente nell'arcipelago delle Isole Selvagge (Selvagem Grande, Selvagem Pequena, Ilhéu de Fora). Non è ancora chiaro se questa lucertola sia stata introdotta dall'uomo in questo arcipelago.
- Teira dugesii mauli (Mertens, 1938)

## Conservazione
La lucertola muraiola di Madera è inserita nella classe "Least Concern" della lista rossa dell'IUCN perché, sebbene le dimensioni del suo areale siano inferiori a 5000 km², è comune negli habitat non significativamente minacciati in cui vive e le sue popolazioni non sembrano essere in declino.
La specie è inserita nella Appendice II della Convention on International Trade of Endangered Species (CITES).. Non esistono fattori particolari che minacciano questa specie, che è spesso considerata infestante, tanto che il suo numero è sottoposto a controllo nei vigneti, dal momento che la sua dieta può comprendere anche l'uva.